# Ресурси і запаси літію
Ресурси і запаси літію (англ. lithium resources and reserves, нім. Ressourcen f pl und Vorräte m pl an Lithium) — виявлені світові ресурси літію складають близько 13 млн т. З них 760 тис. т — у США. На 2001 р. світові запаси літію, за оцінками Геологічного бюро США, становили 400 тис. т, база запасів — 9400 тис. т (без урахування Аргентини, Китаю, Португалії та країн пострадянського проостору). Найбільші запаси має Чилі — 3000 тис. т (літієносна ропа), у Канаді і Австралії знаходиться відповідно 180 і 150 тис. т літію в гранітних пегматитах.
Джерела промислового видобутку літію: рідкіснометалічні гранітні пегматити (на початку XXI ст. — бл. 25 % розвіданих запасів і 55 % видобутку), літійвмісна ропа соляних озер (бл. 75 % запасів і 45 % видобутку), нетрадиційні — гекторитові глини (у США), води нафто-газоконденсатних родовищ.
Україна має значні запаси і перспективні ресурси літію, пов'язані з рідкіснометалічними гранітними пегматитами протерозою. У Західному Приазов'ї розвідані родовища Крута Балка і Шевченківське. У центральній частині Українського щита, у Шполяно-Ташлицькому рудному районі — родовища Полохівське, Станкуватське, «Надія» і прояв Липнязький. Найперспективнішим вважається Полохівське літієве (петалітові руди) родовище (Кіровоградська область). У 1994 році Мінпромом України запропоновано підготувати до промислового освоєння Шевченківське родовище літієвих руд у Запорізькій області. Проведено оцінку і складено ТЕО розробки Полохівського родовища літію. Це може не тільки забезпечити потреби у літії різних галузей промисловості, але і збільшити її експортний потенціал.
Орієнтовно щорічні потреби України у карбонаті літію становлять (у перерахунку на метал) 100—200 т. Прогнозується збільшення потреб у петалітовому концентраті для виробництва спеціального скла і кераміки — на десятки тис. тонн.